# Єлиховичі
Єлихо́вичі — село в Україні, у Золочівській міській громаді Золочівського району Львівської області. Населення — 807 осіб.

## Перші згадки про село
Найдавніша згадка про село Єлиховичі міститься в 14-му томі Актів ґродських і земських часів Речі Посполитої  з так званого Бернардинського архіву у Львові. У судових записках від 17 жовтня 1447 року  назва села зафіксована латинською мовою у двох варіантах — «Gelechowycze» («Ґелеховиче») і  «Gelechowicze» («Ґелеховіче»).  Написання  назви села через першу літеру «G» фігурує і в судових записках від 1449 року. Однак вже у 1532 році вжито словотворну форму «Jelechowycze» — «Єлеховиче», що дуже наближена до сучасної назви.  
Географічний словник Королівства Польського та інших слов'янських країн, виданий на межі ХІХ—ХХ століть, подає назву села  польською мовою як «Jelechowice», тобто «Єлеховіце», а українською — «Єлеховичі».

## Походження назви
Деякі дослідники вважаються, що в назві села приховане мадярське коріння. Наприкінці ІХ століття прикарпатськими землями переходили угорці (угри), рухаючись за Карпати у басейн середнього Дунаю і Тиси. У часи їхнього переселення згадуються князь Єлех і його син Єзелех, які могли передати своє імення нащадкам або підданим, що з якихось причин осіли на цій землі.
Не менше можливостей дати назву селу мали і давні слов'яни з іменами  на зразок Олех, Єлех, Желех, Шелех, Гелих, які  частково збереглися до нинішнього дня як прізвища. Саме слов'янський корінь проглядається в назвах сусідніх з Єлиховичами населених пунктів, які мають імена-патроніми з суфіксам на «–ичі», що трансформувався з  «-иче». Це Хильчичі (під впливом польського називництва — Хильчиці) — від імені Хиль, Жуличі — від імені Жул (Жуль), Сновичі — від імені Снов та деякі інші. Поселення з подібними назвами вважаються одними з найдавніших. 
Серед місцевих мешканців поширена легенда, що початки села Єлиховичі пов’язані з легендарним городищем Радече, яке, за переказами, існувало на північній околиці Золочева. Після чергового половецького чи татарського погрому частина мешканців покинула згарище своїх жител і заснувала в болотистій місцевості нове поселення. З цими часами пов'язані легенди про походження назви села  від  вислову «Є-лихо-вічне», а також від вільшинового гаю, який прийняв під свій захисток біженців. Розмовний варіант слова «вільха» — «єльха».

## Найдавніші власники села
У 1447 році село Єлиховичі належало до Олеського повіту Львівської землі Руського воєводства і перебувало у власності Яна Сенинського (Яна Олеського, або ж Яна з Сенна і Олеська).  За активну участь у збройній боротьбі 1431—1432 років  за  приєднання Олеської землі до Польської корони Ян Сенинський отримав від короля Владислава II Ягайла у користування Олеський замок та більшість прилеглих сіл. У 1441 році, після того, як допоміг новому королеві Владиславу III Варненчику посісти угорський престол, одержав Олеський маєтковий ключ у вічне володіння.
Попереднім власником Єлихович  був Глібко (Глебко) Хильчицький — власник сусіднього села Хильчиці. Як свідчать судові записки, Глібко Хильчицький (інший поширений варіант цього прізвища — Хилечський) був службовцем (землянином) Олеського замку і одержав Єлеховичі як «вислугу» за свою військову службу. Він вважав незаконною передачу Єлихович Яну Сенинському і намагався через суд довести своє право на це володіння. Втім його зусилля не увінчалися успіхом. 
Від Яна Сенинського Єлиховичі перейшли у спадок його синові Павлові — львівському підкоморію, дідичу Золочева. У 1532 році Золочівський маєтковий ключ, разом з Єлиховичами, був проданий яворівському старості Андрієві Ґурці. Наприкінці XVI століття села Єлиховичі  та Городилів разом з багатьма іншими селами Золочівщини купив Марек Собєський, воєвода любельський. Згодом ці маєтності перешли до Якова Собеського і його сина Яна ІІІ Собеського — одного з найвеличніших польських королів, що народився  в Олеському замку. Його мати — Софія Теофіла Даниловичівна — представниця давнього руського роду, донька руського воєводи Івана Даниловича. 
На північно-східній стороні від села, у сосновому лісі, довгі роки зберігалися могили, які місцеве польське населення пов’язувало з битвами часів Яна ІІІ Собеського, а українське населення — з козацькими походами під проводом Богдана Хмельницького.

## Населення
За офіційною статистикою 1900 року в Єлиховичах мешкало 614 осіб, з яких 558 мешкали у самому селі, 37 осіб проживали на хуторі Зоболоття, а ще 19 — в окремих розкиданих хатах. 
За віросповіданням 375 осіб вважали себе римо-католиками, 229 греко-католиками, а 10 мешканців — юдеями. На той час римо-католики належали до парафії у Золочеві (костел Успіння Діви Марії), а греко-католики — до парафії у  сусідньому селі Жуличах (церква святителя Миколая). 
1627 року Яків Собеський передав римо-католицькій парафії в Золочеві єлиховицький фільварок і таким чином на довгі роки створив економічні умови для зростання в Єлиховичах польського релігійного і суспільно-політичного впливу.

### Мова
Розподіл населення за рідною мовою за даними перепису 2001 року:
| Мова       | Відсоток |
| ---------- | -------- |
| українська | 99,63 %  |
| російська  | 0,37 %   |

## Школа
Школа, яка мала статус філіальної,  заснована у 1856 році. Наприкінці ХІХ століття у ній навчалося 60-70 дітей. Мовами навчання були українська і польська. 

## Пам'ятні місця
Під час війни Другої світової війни в селі німці створили табір — гетто для євреїв, де розстрілювали людей.

## Пам'ятки
- Костел Воздвиження Чесного Хреста. Автор проєкту — Вавжинець Дайчак, львівський (поляк) архітектор[8].

## Відома особа
- Володимир Недзельський — голова Золочівської районної ради, заступник міського голови Золочева.